# Purda
Purda ( Groß Purden fino al 1945) è un comune rurale polacco del distretto di Olsztyn, nel voivodato della Varmia-Masuria.
Ricopre una superficie di 318,19 km² e nel 2004 contava 7 150 abitanti.